# Nycterosea pigrata
Nycterosea pigrata är en fjärilsart som beskrevs av Walker 1866. Nycterosea pigrata ingår i släktet Nycterosea och familjen mätare. Inga underarter finns listade i Catalogue of Life.